# Erwin Hofer (Politiker)
Erwin Hofer (* 11. Juni 1912 in Winterthur; † 31. Oktober 1995 in Schaffhausen, reformiert, heimatberechtigt in Bleienbach) war ein Schweizer Politiker (SP).

## Biografie
Erwin Hofer kam am 11. Juni 1912 in Winterthur als Sohn des Drehers Alfred Hofer und der Lina geborene Fehlmann zur Welt. Nach dem Besuch des Lehrerseminars in Schaffhausen absolvierte Erwin Hofer eine Ausbildung zum Sekundarlehrer an der Universität Bern. In der Folge war er zunächst als Sekundarlehrer in Belp, von 1938 bis 1943 in Schleitheim und schliesslich von 1944 bis 1961 als Lehrer an der Mädchenrealschule in Schaffhausen tätig. Zuletzt war er nach seinem Ausscheiden aus der Politik wieder als Lehrer angestellt.
Erwin Hofer war mit Alice geborene Hermann verheiratet. Er verstarb am 31. Oktober 1995 im Alter von 83 Jahren in Schaffhausen.

## Politischer Werdegang
Hofer begann seine politische Karriere bei den Jungliberalen. 1944 trat er als einer der ersten Schaffhauser Lehrer der Sozialdemokratischen Partei bei. Noch im gleichen Jahr erfolgte seine Wahl in den Schaffhauser Kantonsrat. 1960 verdrängte er überraschend seinen Parteikollegen Georg Leu aus dem Regierungsrat, in dem er anschliessend der Polizei- und Sanitätsdirektion vorstand.
In Hofers Amtszeit fiel die Modernisierung der Kantonspolizei. Verkehrswesen und Gesundheitssystem erlebten eine rasante Entwicklung. 1970 wurde ein neues Gesundheitsgesetz verabschiedet. Für die Kostenüberschreitung beim Bau des Kantonsspitals übernahm Erwin Hofer die volle Verantwortung und erklärte Ende 1973 seinen Abschied aus der Politik.